# 法萊拉 (格勞賓登州)

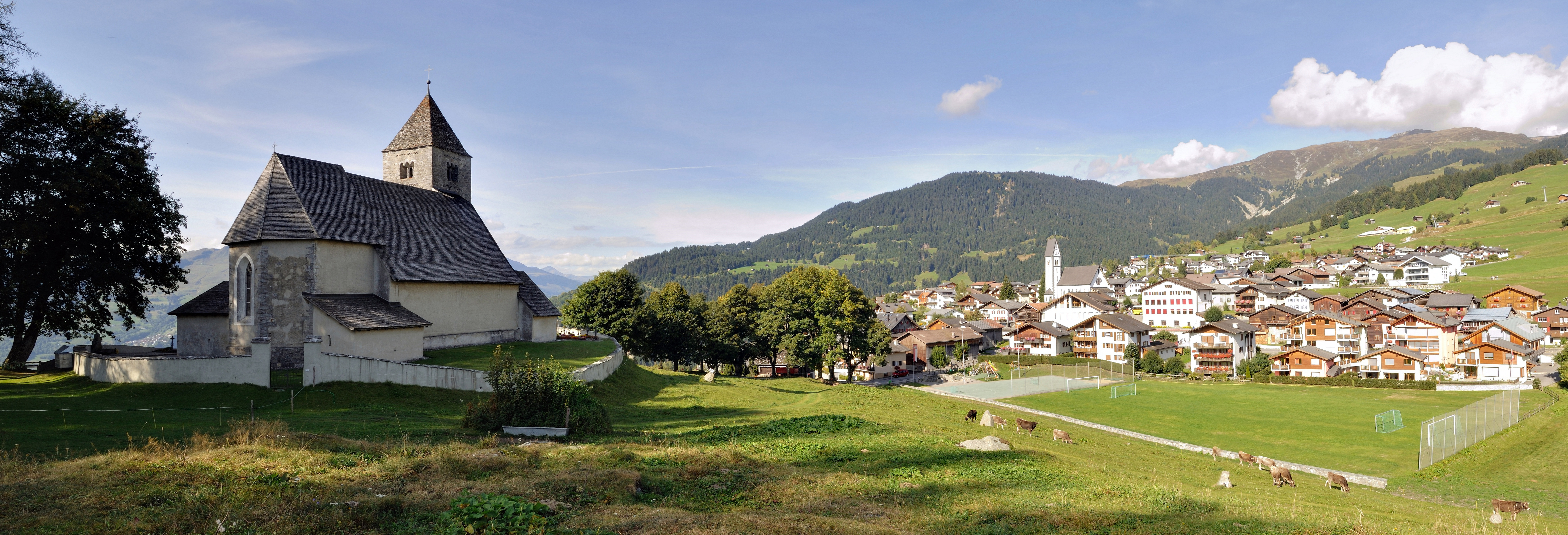

法萊拉是瑞士的城鎮，位於該國東部，由格勞賓登州負責管轄，面積22.36平方公里，海拔高度1,220米，2011年人口589，約六成半人口使用羅曼什語，人口密度每平方公里26人。

## 外部連結
- Falera homepage （页面存档备份，存于）
- Flims Laax Falera （页面存档备份，存于）